# شيرمان ديلارد
شيرمان ديلارد (بالإنجليزية: Sherman Dillard)‏ هو مدرب كرة سلة أمريكي، ولد في 5 سبتمبر 1955 في فرجينيا في الولايات المتحدة.